# Trybliographa szepligetii
Trybliographa szepligetii is een vliesvleugelig insect uit de familie van de Figitidae. De wetenschappelijke naam van de soort is voor het eerst geldig gepubliceerd in 1901 door Kieffer.